# Perceneige

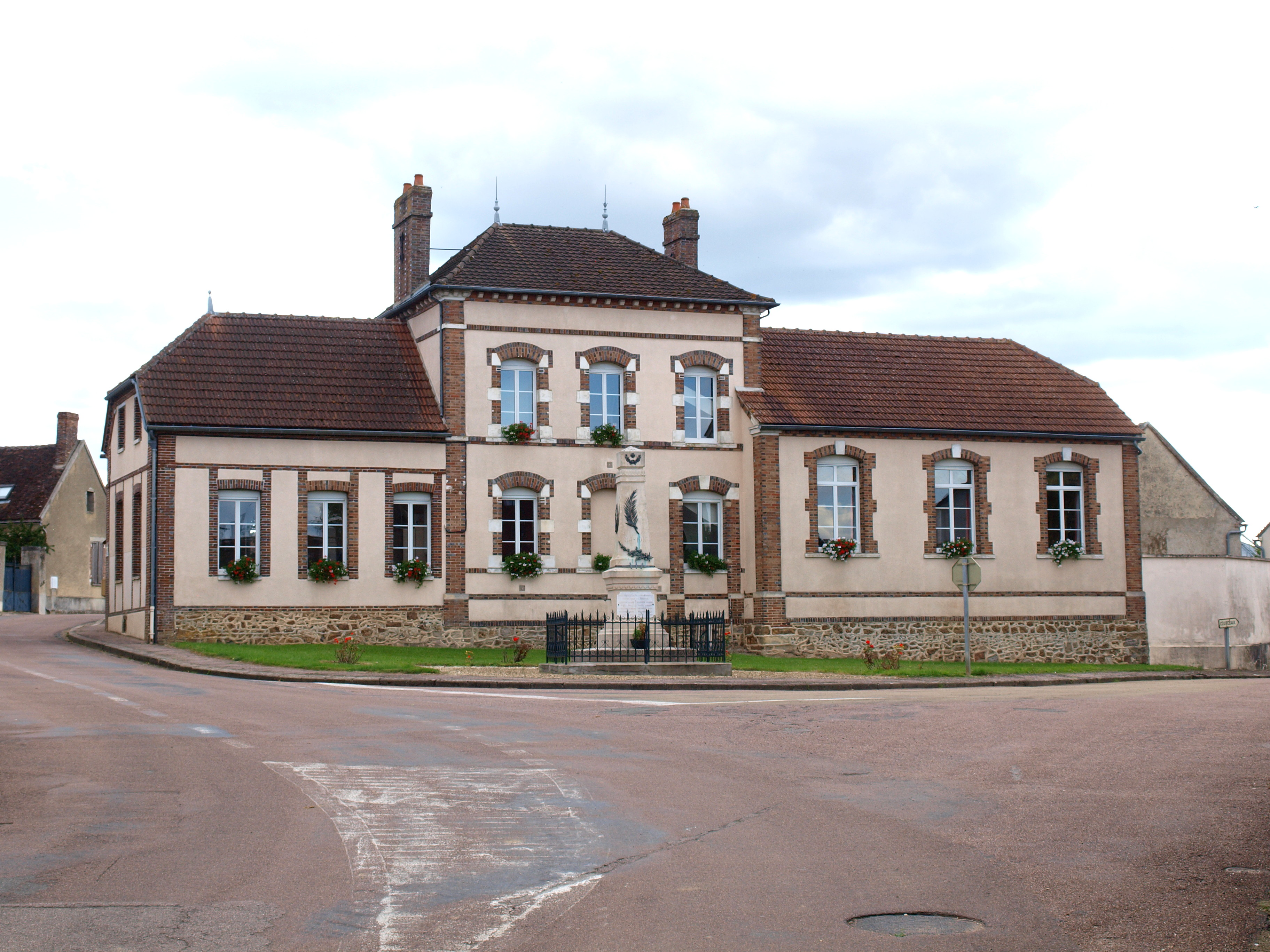
Rathaus, von hinten gesehen, mit einem Kriegerdenkmal

Perceneige ist eine französische Gemeinde mit 952 Einwohnern (Stand 1. Januar 2022) im Département Yonne in der Region Bourgogne-Franche-Comté; sie gehört zum Arrondissement Sens und zum Kanton Thorigny-sur-Oreuse.

## Geografie
Perceneige ist die nördlichste Gemeinde des Départements Yonne.

## Bevölkerungsentwicklung
| Jahr      | 1962 | 1968 | 1975 | 1982 | 1990 | 1999 | 2008 |
| Einwohner | 824  | 887  | 856  | 782  | 731  | 857  | 890  |